# Ужасный волк
Ужа́сный волк (лат. Aenocyon dirus) — вид вымерших млекопитающих из монотипического рода Aenocyon, существовавший в эпоху плейстоцена (250 000—13 000 лет назад) на территории Северной Америки. Особи этого вида являются вторыми по размерам из всего семейства псовых. Вид образовывал 2 изолированных географически подвида — более коротконогий и приземистый Aenocyon dirus guildayi обитал к западу от Скалистых гор, от Калифорнии и Мексики на север. Ареал номинального подвида Aenocyon dirus dirus был распространён к востоку от Скалистых гор, он имел более длинные конечности и был в среднем несколько крупнее своего западного родича (Kurtén, 1984). Датировки ископаемых остатков показывают, что последние ужасные волки вымерли около 10—13 тыс. лет назад.
До недавних пор вид классифицировали в составе рода волков (Canis); при этом его возможным предком считался Canis armbrusteri, более мелкий вид волков, переселившийся в Северную Америку по Беринговому перешейку из Азии в период раннего и среднего плейстоцена (Tedford, 2009). Однако генетическое исследование 2021 года показало, что ужасный волк не имеет близких родственных связей с родом Canis (волки) и относится к собственной ветви трибы Canini (род Aenocyon).
Ужасный волк перестал существовать в конце ледникового периода после того, как на территорию современной Северной Америки пришли первые племена людей-переселенцев. Вид вымер в ходе позднечетвертичного вымирания, как большинство животных мегафауны той эпохи плейстоцена, из-за перемены климата и охоты первобытных людей на его добычу. В конце последнего ледникового периода температура начала повышаться, менялась растительность, сокращались в численности и истреблялись людьми крупные травоядные — основной рацион ужасного волка. В итоге он не мог обеспечивать себя достаточным количеством пищи, так же, как короткомордый медведь и американский лев. Кроме того, из-за мощного и приземистого костяка хищник не был особо проворным и быстрым — качества, необходимые для выживания и присущие волкам настоящего времени.
Обитал в Северной и Южной Америке 250 000—13 000 лет назад, в период позднего плейстоцена. Ареал простирался до 42 градуса северной широты, так как севернее начинались Лаврентийский ледник и Кордильерский ледник. Максимальные высоты обитания — 2255 метров. Жил на равнинах, лугах, в лесных горных районах и в саваннах Южной Америки.
По строению челюсти, черепа и зубной формуле данный вид похож на современных волков, но его зубы были крупнее, а сила укуса — самой большой среди всех известных видов волка. Строение зубов позволяло волкам иметь бо́льшую режущую способность, чем у современных волков, и наносить добыче более опасные раны. Эти адаптации позволяли охотиться на крупную плейстоценовую мегафауну — западную лошадь, западных верблюдов, молодых бизонов, мастодонтов и гигантских ленивцев.
В настоящее время найденные окаменелости ужасного волка выставлены в музее Ранчо Ла-Брея в Лос-Анджелесе, штат Калифорния, в качестве экспонатов.
В апреле 2025 года представители компании Colossal Biosciences продемонстрировали трёх щенков серого волка (Ромул, Рем и Кхалиси), модифицированных геномом ужасного волка. В качестве исходного материала была использована ДНК из ископаемых остатков зубов и черепа исчезнувшего вида. Вынашивание осуществлялось суррогатным методом с помощью домашних собак.

## Масса и размеры
Ужасный волк был около 1,7 м длиной и весил около 70 кг. Несмотря на мнимую схожесть с серым волком, между этими двумя видами есть существенные различия. Длина ног ужасного волка была меньше, сами ноги были значительно крепче, а черепная коробка была меньшей, чем у серого волка тех же размеров.
Крупные особи современных юконских волков и макензийских равнинных волков весят около 60 кг. Самые крупные особи ужасного волка достигали высоты в плечевом поясе 97 см, длины 180 см. Длина задних ног была на 8 % короче, чем у современных юконских волков. Череп достигал длины 310 мм, имел более широкие нёбо, лобную кость, скуловую дугу; был массивнее и крепче, чем черепа современных видов волков. Меньшая длина конечностей не позволяла ужасным волкам бегать так же быстро, как современные волки и койоты.
| Сравнение размеров волков по средней длине костей в мм |                                                         |            |              |
| Виды волков                                            | A. d. guilday — подвид ужасного волка, живший в Мексике | Yukon wolf | Ужасный волк |
| Верхняя часть передних лап — плечевая кость            | 218                                                     | 237        | 240          |
| Нижняя часть передних лап — лучевая кость              | 209                                                     | 232        | 240          |
| Пястная кость — передняя лапа                          | 88                                                      | 101        | 101          |
| Бедренная кость                                        | 242                                                     | 251        | 266          |
| Большеберцовая кость                                   | 232                                                     | 258        | 255          |
| Плюсна — задняя лапа                                   | 93                                                      | 109        | 107          |

Максимальная масса волков не могла превышать 110 кг, в силу предела прочности скелета. Средняя масса ужасных волков находилась в пределе 60—68 кг. Только самые крупные современные волки достигают массы в 65—70 кг. В среднем ужасный волк был значительно крупнее современных волков.

## Эволюция вида
Предполагается, что Псовые и род Волки возникли в Северной Америке. Псовые — 40 млн лет назад, волки — 6 млн лет назад. Затем животные несколькими волнами мигрировали в Евразию и затем снова, путём волнообразных миграций, возвращались в Северную Америку.
В 1987 году была сформулирована теория, объясняющая крупные размеры животных периода плейстоцена. Она основана на предположении, что крупные запасы еды для хищников в виде травоядных порождают рост массы тела и в целом увеличение размеров. Увеличение размеров хищников назвали гиперморфом. При сокращении пищевых ресурсов у гиперморфных животных было два пути — либо адаптироваться и уменьшиться в размерах, либо вымереть. В целом хищники плейстоценовой мегафауны крупнее современных хищников, занимающих те же пищевые ниши. Вкупе с этим на образование новых видов волков могли повлиять резкие климатические изменения. В силу этих заключений учёные пришли к выводам, что ужасные волки не происходили от вида серых волков, которые дожили до современности.
Высказывалось предположение, что и C. armbrusteri, который считался предком ужасного волка, и серый волк, имеют общего предка, найденного в Китае — Canis chihliensis. Этот вид жил около 5 миллионов лет назад. Данная гипотеза исходит из появления этого вида в Северной Америке в раннем плейстоцене. Возможно, он мигрировал из Азии по Берингии.
В целом ужасные волки развились в вид, способный охотиться на крупную, сильно сопротивляющуюся добычу.
В январе 2021 года в научном журнале Nature вышло исследование, посвященное секвенированию митохондриального и ядерного генома 5 окаменелостей Ужасного волка возрастом от 13000 до 50000 лет. Оказалось, что несмотря на морфологические сходства, ужасный волк мало того, что не был настолько близким видом к обычному волку, как считалось ранее, так ещё оказалось, что он состоял с другими волками лишь в дальнем родстве, отделившись от предка полосатого шакала примерно 5,7 миллиона лет назад, а внешнее сходство с волками обусловлено конвергентной эволюцией. Поэтому Canis dirus отныне корректно называть Aenocyon dirus и выделить в отдельный род Aenocyon, с пока что единственным видом. Также изучение геномов других волков позволило узнать, что A. dirus не скрещивались с ними, что подтверждает гипотезу о изолированном развитии от других линий эволюции. Вероятно A. dirus жил и развивался в Северной Америке, пока остальные волки — в Евразии. А когда волки из Старого Света оказались в Северной Америке, различие между видами было слишком большое, чтобы межвидовое скрещивание проходило удачно.

## Объекты охоты и конкуренты
Многие находки животных плейстоцена обнаружены в битумных ямах (битумные месторождения) и потому хорошо сохранялись. Одно из известных таких мест — Ранчо Ла-Брея, недалеко от Лос-Анджелеса. Битум в таких ямах выходил на поверхность под давлением метана и покрывал на поверхности до нескольких квадратных метров, при этом яма имеет глубину 9—11 м. Общее число находок — 200 000 фрагментов тел самых разных животных, от смилодона до белок, а также беспозвоночные и растения. Период, в котором эти находки попали в ямы, совпадает с последней ледниковой эпохой, от 50 000 до 12 000 лет назад. При раскопках на Ранчо Ла-Брея были найдены остатки более 4 000 особей ужасного волка, они встречаются в 100 раз чаще, чем останки серого волка.
Изотопный анализ позволил выявить элементы, содержащиеся в костях, и узнать примерный рацион животных. Выявлено, что на одних и тех же животных охотились, конкурируя между собой, три хищника — ужасный волк, смилодон и американский лев. В число их объектов охоты входили бизоны Bison antiquus, вилороги Capromeryx minor(en), западные верблюды, западная лошадь, глиптотерии, Paramylodon (en), крупные олени. В результате климатических сдвигов, в последний ледниковый максимум верблюды и бизоны вынуждены были перейти с пастбищ и лугов на питание лесными растениями. Наибольший процент в рационе ужасного волка составляли западные лошади, а ленивцы, гигантские броненосцы, бизоны и верблюды имели меньшую численность и потому не имели решающего значения в диете. Исследования показывают, что ужасный волк предпочитал охотиться стаями на крупных животных, живших на открытых пространствах. Предположительно, сокращение численности мегафауны, пищевая конкуренция с более пластичным в питании серым волком, проникшим в Северную Америку через Берингию в более поздний период плейстоцена, а также воздействие первобытных людей, заселивших Америку около 15 тыс. лет назад, привели к вымиранию ужасных волков. Серый волк, койот, пума могли, при необходимости, питаться мелкими животными, тогда как ужасный волк, вероятно не был к этому приспособлен. Возможно также повлияли какие-то инфекционные заболевания, занесённые новыми видами псовых, проникшими из Азии через Берингию в конце плейстоцена.

## Поведение
Ранчо Ла-Брея в силу того, что имело битумные ямы, привлекало много хищников и птиц-падальщиков. Травоядные часто попадали в смертельные ловушки, хищники пробовали поедать умирающих и уже мёртвых животных, но зачастую сами увязали в битуме и тоже погибали. C. d. guildayi — подвид ужасного волка, обитавший на юге США и в Мексике, наиболее часто встречающийся хищник в этих ямах. Затем следует смилодон. Ископаемые останки ужасных волков превосходят по численности останки серых волков в соотношении 100 к 1. Несмотря на более холодный климат в тот период, численность ужасных волков была явно очень велика по отношению к другим видам хищников. Также стоит учитывать, что в итоге очень немногие волки становились жертвами битумных ям, что говорит о значительных стаях ужасных волков, приходивших кормиться к этим природным ловушкам.
Исследования черепов и размеров тел ужасных волков выявило половой диморфизм между самцами и самками, что говорит о жизни волков в моногамных парах. При охоте животные также действовали в парах, как и современные серые волки, собаки динго. Причём основу атакующей группы составляли самец и самка, а помогали им другие волки из стаи. Наличие нескольких животных при охоте обеспечивало охрану убитого животного или охрану найденной в битумной ловушке жертвы от одиночных хищников. Это также косвенно указывает на то, что смилодоны были такими же социальными животными, как и ужасные волки, поскольку количество их ископаемых остатков в ямах почти так же велико и не могло бы достигнуть такого числа, если бы смилодоны приходили к ямам в одиночку.
Биологи вывели правило — все хищники на поверхности земли предпринимают охоту на тех травоядных, масса которых не превышает совокупный вес массы атакующей стаи. Таким образом, учитывая массу ужасного волка, примерный стандартный размер стаи на основе современных данных по серым волкам, учёные вывели, что масса травоядных, на которых они охотились, варьировалась в пределах 300—600 кг. Наиболее предпочтительными объектами для охоты были бизоны, однако при оскудении пищевых ресурсов волки переходили на других, более мелких или более крупных животных. Также ужасные волки могли искать выброшенных на берег китов на побережье Тихого океана и питаться ими. Стая современных волков может убивать лося весом до 500 кг, а стая ужасных волков таким образом имела возможность убивать бизонов.

## Попытки возрождения
В наше время предпринимались попытки воссоздать ужасного волка. Первым из них был проект под названием Dire Wolf Project, начатый в 1988 году и направленный на возрождение вида путем скрещивания домашних собак, аналогично проекту Quagga. Однако этот проект не основан на научном методе.
7 апреля 2025 года американская биотехнологическая компания Colossal Biosciences продемонстрировали щенков серого волка (Ромул, Рем и Кхалиси), модифицированных геномом ужасного волка, объявив о «возрождении» вымершего вида, однако фактически возрождения не произошло, так как было произведено всего 20 изменений генома из примерно 12 миллионов необходимых, и только для того, чтобы напоминать ужасного волка внешне.
Генетик Адам Бойко из Корнельского университета, не участвовавший в проекте, заявил, что это лишь функциональные версии, а не действительно воскрешённые ужасные волки. Джереми Остин, директор Австралийского центра изучения древней ДНК, заявил, что полученный результат «не является ужасным волком ни под каким определением вида», оспаривая фенотипическое определение вида, используемое доктором Бет Шапиро из Colossal Biosciences, утверждая, что между ужасными и серыми волками существуют сотни тысяч генетических различий. Он также задался вопросом, есть ли у предполагаемых ужасных волков какое-либо экологическое место в современном мире или они просто станут экземплярами в зоопарке.